# Muchachos jugando a soldados
Muchachos jugando a soldados es un cartón para tapiz de Francisco de Goya, emprendido para el antedormitorio de los Príncipes de Asturias en el Palacio del Pardo.
Se exhibe actualmente en el Museo del Prado. Se conserva un boceto preparatorio para este cartón, en la Colección Yanduri de Sevilla.

## Análisis
Dos niños en pie portan fusiles, mientras que tendidos en el suelo otros dos uno toca un tambor y el último sostiene un campanario de juguete. La perspectiva baja del cuadro se refuerza al situarse los personajes sobre unos escalones.

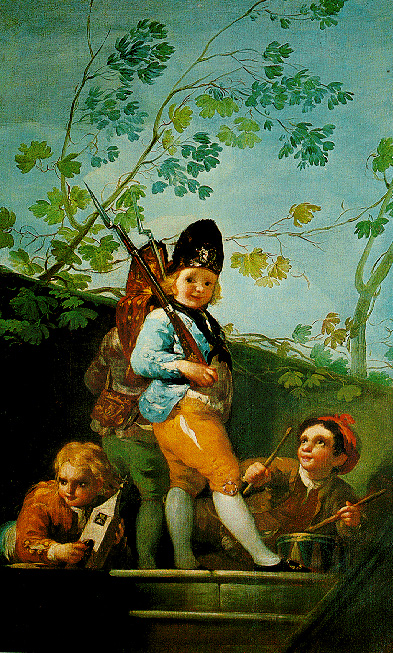
Boceto para el cuadro, conservado en la colección Yanduri de Sevilla.

La composición tiene un carácter marcial, gracioso e infantil. El espectador puede admirar a un animado soldadito en primer plano, lo que constituye un altísimo logro en la carrera artística del autor. Goya representa a menudo a la infancia en sus diferentes tipos sociales, como majos, aristócratas y otros.
Es posible que haya sido colgado como sobrepuerta, dedicadas todas a asuntos infantiles como Niños del carretón, Muchachos cogiendo fruta o Niños inflando una vejiga. Tiene una gama cromática similar a la de El cacharrero, ubicados ambos en la misma pared. 
El color amarillento y azulado de la obra provoca un carácter más alegre, en relación con los rostros de los niños. La pincelada y la iluminación convierten a esta obra en un antecedente del impresionismo, como otros cuadros de Goya.
Ocasionó algunos problemas a los tapiceros, quienes tuvieron que alterar el sentido de la composición para adecuarlo al gusto imperante en la época.